# دریاچه مارکاکول
دریاچه مارکاکول (به قزاقی: Lake Markakol) یک دریاچه در قزاقستان است که در استان قزاقستان شرقی واقع شده‌است.

## نگارخانه

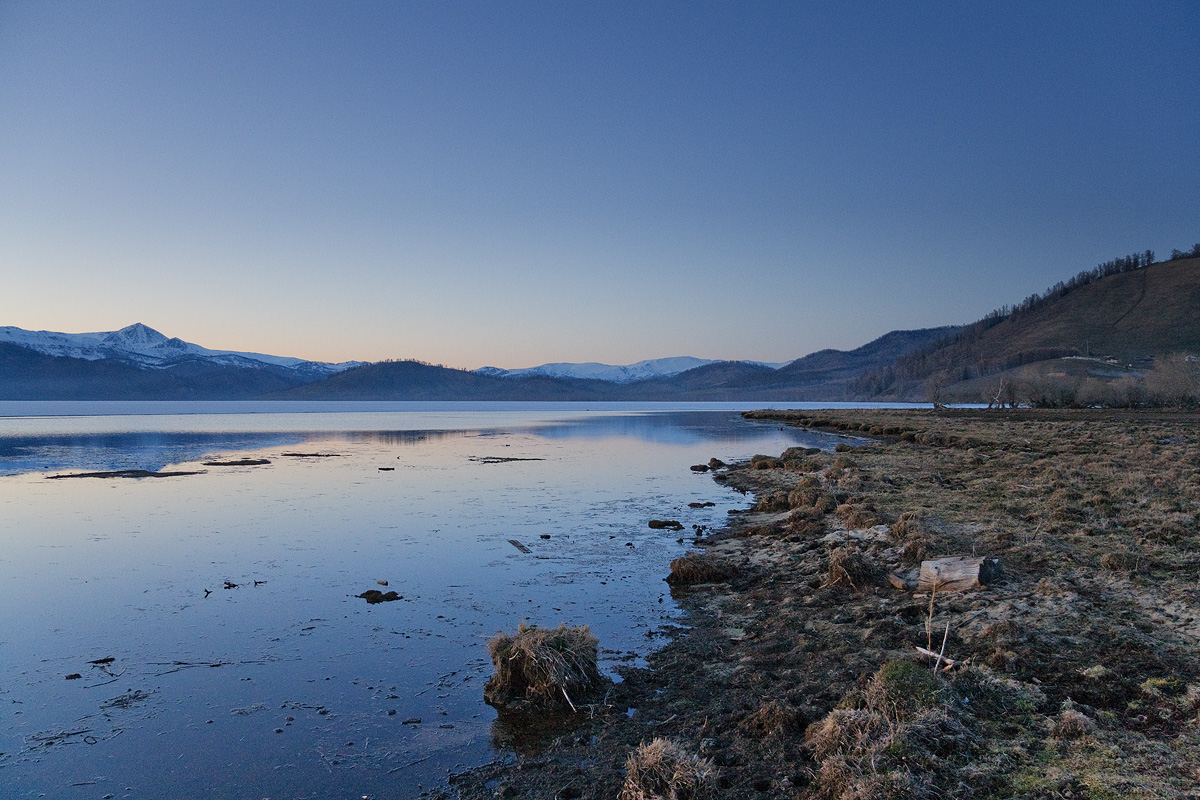
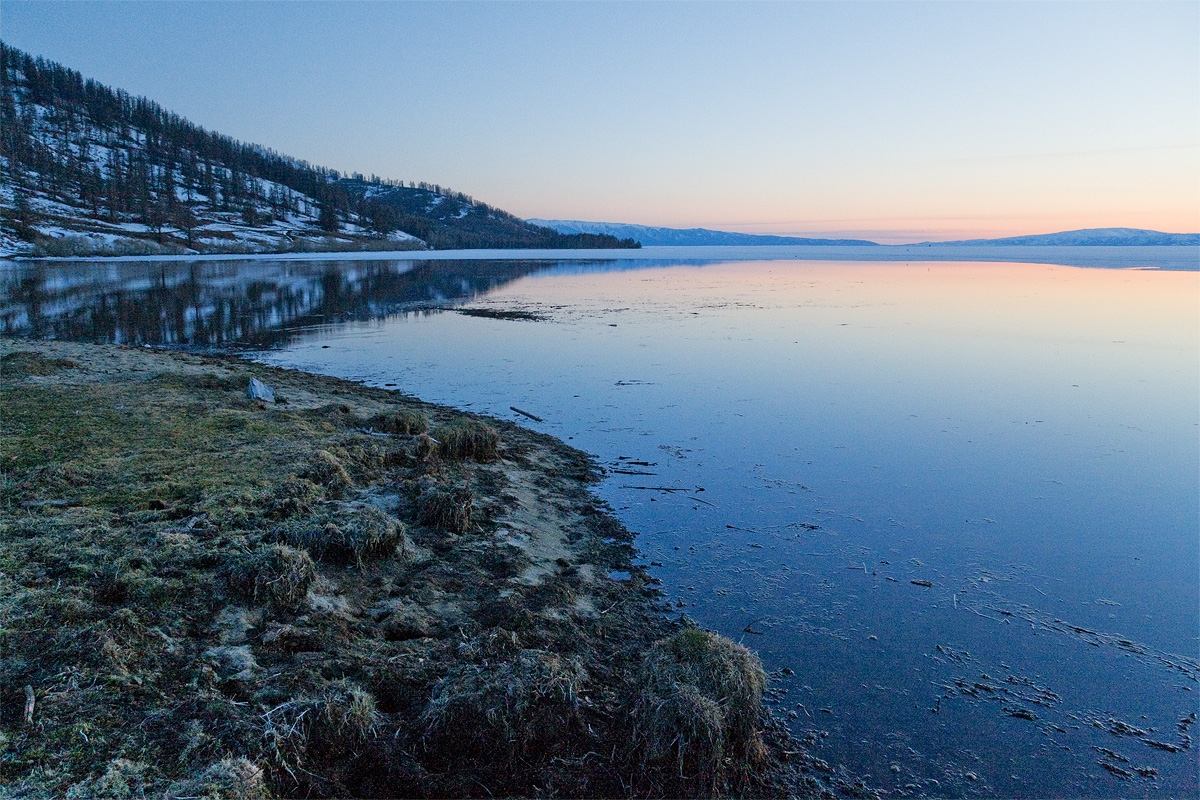
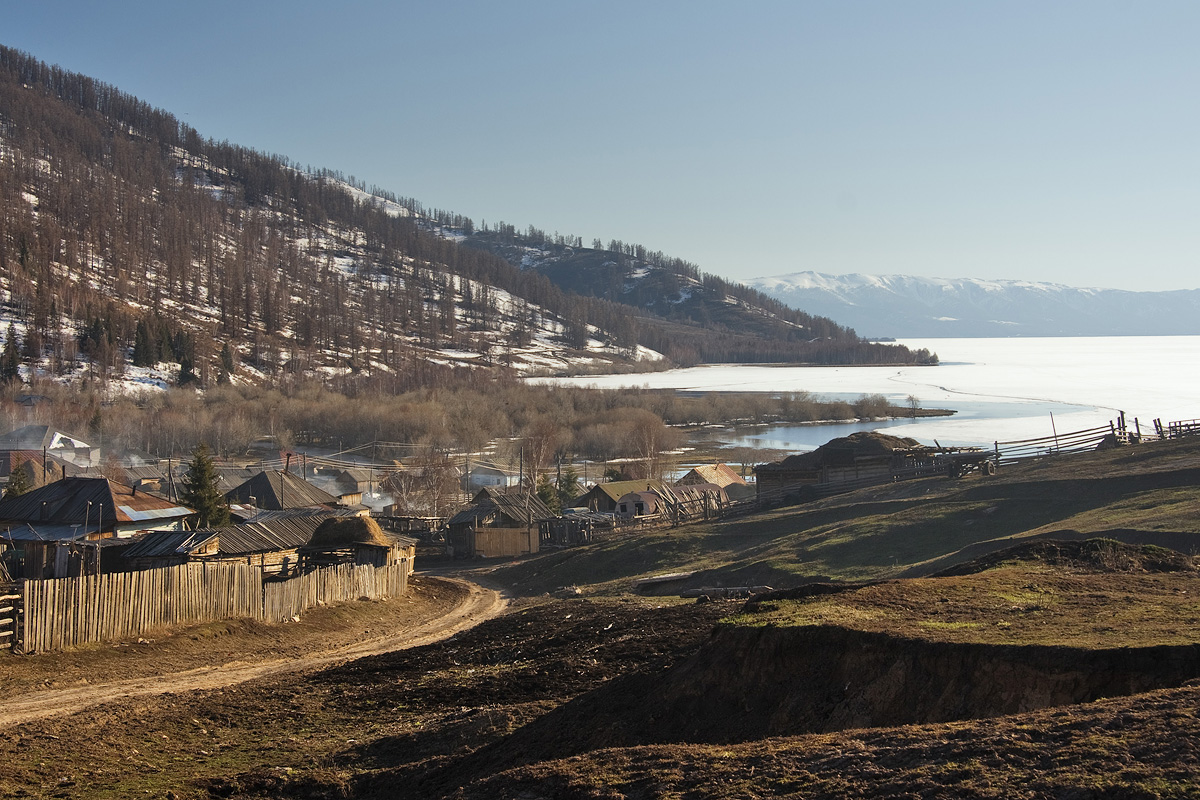